# Krabbendam
Krabbendam est un village situé dans la commune néerlandaise de Schagen, dans la province de la Hollande-Septentrionale. Le 1er janvier 2005, le village comptait 140 habitants.

## Histoire
Crabbendam est mentionné comme nom dès 1321. A cette époque, le village se composait de deux terpen, collines artificielles. Krabbendam était autrefois un bastion des comtes de Hollande, en partie à cause du port que le comte Florent V y construisit vers 1270 et de son château fort, Nuwendoorn de 1282 à 1366/67. À partir de 1100, il s'élevait aussi un manoir en pierre appartenant aux seigneurs de Haerlem sur le site de l'actuel Kerkpad, avec comme "châtelain" le seigneur de Crabbe en 1321. Il y eut aussi un remembrement de terre au nord de Krabbendam datant de 1250 pour les moines d'Eenigenburg, appelés les « Henen ». Le Rekerdam, aujourd'hui appelé Oude Schoorlse Zeedijk, a été élevé à partir de 1264.
Initialement, vers 1100, il y avait déjà un petit port sur le site à l'endroit où la Westfriesedijk et de la Oude Schoorlse Zeedijk se rejoignaient. L'ensemble était relié au Rekere d'alors, qui coulait près de Krabbendam et se jetait dans la Zijpe, qui n'avait pas encore été récupérée. Ce Rekere a été creusé en 1531 dans le Koedijker- Hondsbossche- et Pettemervaart.
Trois jetées piétonnes d'environ 40 mètres de long ont été découvertes dans ce port. Un entrepreneur de travaux de digues et d'eau connu alors était Jacob de Wael van Rozenburg, apparenté aux seigneurs d'Egmont et descendant par la branche féminine de la lignée éteinte des seigneurs de Haarlem. Dans les archives, il est mentionné comme le créateur des jetées du port et d'une partie du Rekerdam, aujourd'hui appelé Oude Schoorlse Zeedijk, au nord-ouest du centre de Krabbendam.
Avant 1421, la partie nord de Krabbendam était appelée judiciairement sous Schoorl "Bergeban", et la partie sud jusqu'à Huiskebuurt, "Bergemont". Une autre mention de Crabbendam date de 1572 (l'« époque espagnole »), période au cours de laquelle de nombreuses destructions furent également causées par les troupes de Sonoy. L'église catholique construite contre la Westfriesedijk a été complètement détruite et n'a pas été reconstruite.
Lors de l’invasion des troupes britanniques et russes en 1799, une seule maison s’est avérée capable de résister aux violences. Le village a été reconstruit en 1808.

## Source
- (nl) Cet article est partiellement ou en totalité issu de l’article de Wikipédia en néerlandais intitulé « Krabbendam » (voir la liste des auteurs).